# Лудият от Бержерак
„Лудият от Бержерак“ (на френски: Le fou de Bergerac) е полицейски роман на белгийския писател Жорж Сименон, 16-и поред от серията за комисар Мегре. Романът е издаден през 1932 г. от издателство „A. Fayard“ в Париж. На български език е издаден през 1989 г. от издателство „Христо Г.Данов“, в превод на Иван Касабов.

## Сюжет
Внимание:  Текстът по-долу разкрива сюжета на произведението (или части от него)!
Комисар Мегре е прострелян в рамото от сериен убиец и заедно с жена си е принуден да си седи в хотелската стая в Бержерак без право да излиза от нея заради раняването си. Междувременно смятаният за луд убиец последователно убива различни хора в покрайнините на града. Мегре се опитва да разгадае престъпленията, без да излиза от стаята си, само с помощта на острия си нюх.